# Serguéi Fedorovtsev
Serguéi Anatólievich Fedorovtsev –en ruso, Сергей Анатольевич Федоровцев– (Rostov del Don, URSS, 31 de enero de 1980) es un deportista ruso que compitió en remo.
Participó en tres Juegos Olímpicos de Verano, obteniendo una medalla de oro en Atenas 2004, en la prueba de cuatro scull, el séptimo lugar en Pekín 2008 y el octavo en Londres 2012, en la misma prueba.
Ganó tres medallas en el Campeonato Europeo de Remo entre los años 2011 y 2016.

## Palmarés internacional
| Juegos Olímpicos   | Juegos Olímpicos   | Juegos Olímpicos  | Juegos Olímpicos |
| Año                | Lugar              | Medalla           | Prueba           |
| ------------------ | ------------------ | ----------------- | ---------------- |
| 2004               | Atenas (Grecia)    | Medalla de oro    | Cuatro scull     |
| Campeonato Europeo |                    |                   |                  |
| Año                | Lugar              | Medalla           | Prueba           |
| 2011               | Plovdiv (Bulgaria) | Medalla de oro    | Cuatro scull     |
| 2015               | Poznań (Polonia)   | Medalla de oro    | Cuatro scull     |
| 2016               | Plovdiv (Bulgaria) | Medalla de bronce | Cuatro scull     |